# Јосафат
Јосафат (хебрејски: хебр.  — „судија”) је син Асе од Јудеје, 4. краља краљевства Јудеје.

## Владавина
Јосафат је ступио на престо са 35 година и владао је око 25 година. Покушао је да крене стопама цара Давида, који је за њега био највиши узор живота и делатности. Под њим је Јудино краљевство достигло свој највиши ниво просперитета. Започео је своју владавину јачањем граница државе, а затим се енергично борио против идолопоклонства, упућујући неке од својих сарадника, заједно са левитима и свештеницима, да поучавају народ закону Божијем у свим градовима Јудеје.
Под њим је Јудеја била у миру са народима око себе. У хроникама је сачуван само један помен рата против Јосафата, када су удружене снаге Моаваца, Амонаца и неких из земље Маонита напале Јудеју. Краљ Јосафат је сазнао да се хорде непријатеља крећу према Јерусалиму када су већ били у Хацзон-Тамари, односно у Енгедију (на западној обали Мртвог мора). Јосафат се обратио свом Богу за помоћ и извојевао победу, након чега му се нико други није супротставио. Филистејци су му плаћали данак у сребру, Арапи су уносили много сваке врсте стоке; њену моћ подржавала је јака војска под командом храбрих војсковођа.
Библијски извори су његову једину грешку сматрали покушајима да уђе у савез са злим краљевима Израела. Међутим, захваљујући томе, Израел и Јуда су могли привремено не само да мирно коегзистирају, већ и да воде заједничке ратове са Арамејцима и Моавцима као јединственим народом. Уопште, Јосафатова владавина је била срећна и он је мирно умро, остављајући за собом блажено сећање у народу (1. Краљевима. 15, 2 Цар 3, 12, 1 ст. 3, 2 ст. 17-20).